# Kreuzfelsen (Bayerischer Wald)
Der Kreuzfelsen ist ein 998,5 m ü. NHN hoher, vorspringender Felsriegel, der gleichzeitig den westlichen Eckpfeiler des langgezogenen Kaitersbergs bildet. Von seinem riesigen Gipfelkreuz geht der Blick nach unten ins Zellertal und auf Bad Kötzting, aber auch weit in den Vorderen Bayerischen Wald.
Zum Gipfelkreuz führen verschiedene Wanderwege, der beliebteste ist der Weitwanderweg E6, der von Kötzting über die nahe gelegene Kötztinger Hütte und den Großen Riedelstein bis zum Arber führt.
Am Kreuzfelsen gibt es auch eine ganze Reihe lohnender Sportkletterrouten, die gut abgesichert sind und auch im Toprope begangen werden können.

## Räuber-Heigl Höhle

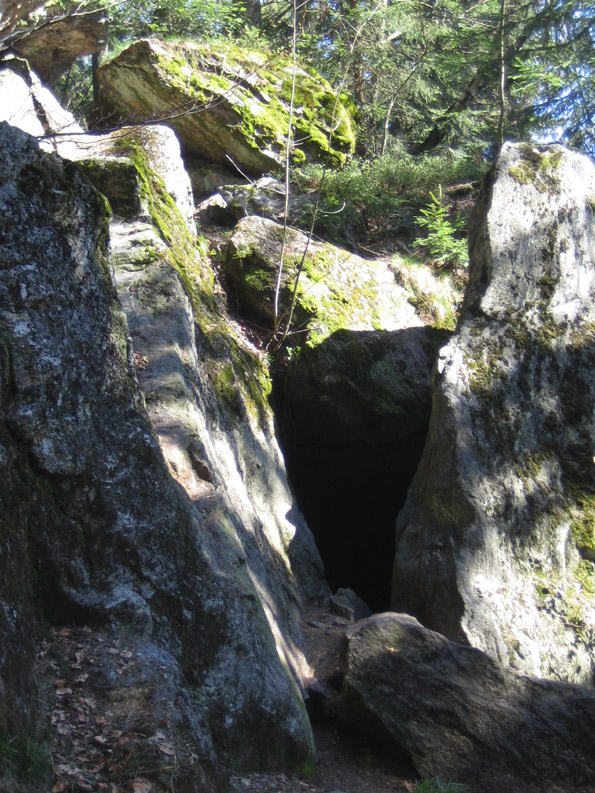
Die Räuber-Heigl Höhle

Unterhalb des Kreuzfelsens befindet sich die Räuber-Heigl-Höhle, die im 19. Jahrhundert dem Räuber als Unterschlupf diente. Die Höhle ist als Geotop ausgewiesen.
Sie ist ein Überdeckungshöhle und durch Bergzerreissung und Blocksturz entstanden. Die Höhle liegt gut versteckt etwa 50 m unterhalb des Gipfelkreuzes. Durch einen engen Eingang erreicht man einen größeren Raum, der sich nach hinten zu einem Schlupfloch verengt, welches wieder ins Freie führt. An den Felswänden in und um die Höhle sind die diversen metamorphen Gefügeelemente der Gneise besonders schön zu erkennen.

## Besteigungen
Eine wählbare und wohl auch kürzeste Tour, startet von dem kleinen Ort „Arndorf“. Von dort aus folgt man der Wegmarkierung „K3“ und später „Bk3“. Auf diese Weise lässt sich der Kreuzfelsen in der geringen Zeit von ca. einer bis eineinhalb Stunden erreichen. Trotz seiner eher geringen Höhe von 999 m müssen ungefähr 500 Höhenmeter überwunden werden. Zudem treten einige steilere Passagen auf.
Eine weitere Möglichkeit besteht darin, von Reitenstein aus über Reitenberg den Gipfel zu erreichen. Beide Wege starten in der Nähe von Bad Kötzting und nähern sich von Westen her.